# Beton (koktajl)
Beton (iz izraza beherovka s tonikom) je najbolj poznan in priljubljen koktajl z beherovko.

## Sestavine
- 4 cl Becherovke
- 1 cl limoninega soka
- 20 cl Tonic water
- rezina limone
- led

## Priprava
Pripravlja se praviloma v visokem kozarcu, ki se proti vrhu širi. Najprej nalijte Beherovko in limonin sok in ju zmešajte, nato jima dodajte tonic water in primerno količino ledu. Postrezite z rezino limone na robu kozarca (lahko dodate tudi slamico).